# نمول ثعباني
نمول ثعباني (الاسم العلمي:Alternanthera serpens) هو نوع من النباتات يتبع جنس النمول من الفصيلة القطيفية.